# Qin Yuying
Qin Yuying és una esportista xinesa que va competir en judo, guanyadora d'una medalla de bronze al Campionat Asiàtic de Judo de 1996 en la categoria de –61 kg.

## Palmarès internacional
| Campionat Asiàtic | Campionat Asiàtic      | Campionat Asiàtic | Campionat Asiàtic |
| Any               | Lloc                   | Medalla           | Categoria         |
| ----------------- | ---------------------- | ----------------- | ----------------- |
| 1996              | Ho Chi Minh ( Vietnam) | 3                 | –61 kg            |